# Osseo (Minnesota)
Osseo é uma cidade localizada no estado americano do Minnesota, no Condado de Hennepin.

## Demografia
Segundo o censo americano de 2000, a sua população era de 2434 habitantes.
Em 2006, foi estimada uma população de 2532, um aumento de 98 (4.0%).

## Geografia
De acordo com o United States Census Bureau tem uma área de 2,0 km², dos quais 2,0 km² cobertos por terra e 0,0 km² cobertos por água. Osseo localiza-se a aproximadamente 270 m acima do nível do mar.

## Localidades na vizinhança
O diagrama seguinte representa as localidades num raio de 12 km ao redor de Osseo.